# Élisabeth Antébi
Élisabeth Antébi (París, 13 de juliol de 1945) és una historiadora, presentadora de televisió, editora, escriptora i periodista francesa.

## Biografia
Després d'una doble llicenciatura en Història de l'Art i Literatura Clàssica, i una llarga etapa al Cours Dullin de Théâtre, seguida d'una representació de George Dandin ou le Mari Confused en què va interpretar el paper d'Angélique, Élisabeth Antébi va completar un doctorat a l'⁣École Pratique des Hautes Études (EPHE) en història dels estudis religiosos. També obntingué un diploma de l'Institut Goethe de Grafrath.
Presentà el programa Post-scriptum de febrer a març de 1971. Com a autora i directora, va fer diversos reportatges per al Servei de Recerca de l'ORTF de Pierre Schaeffer i la Revista de Jean-François Chauvel a FR3, després a TF1, sobre els jesuïtes, Alan Watts (al programa "Un Certain Regard"), "La mort de la vida i el gran informe", escriptors de ciència-ficció ("Les Evadés du Futur", amb Philip K. Dick, Isaac Asimov, Norman Spinrad, Bob Silverberg, Ted Sturgeon, John Brunner). Va publicar com a periodista independent a L'Express va plus loin, Lui i moltes altres revistes, inclosa V.S.D..
Treballa per a les edicions Tchou i dirigeix (i de vegades escriu) la col·lecció Arawak de vuit volums sobre les Antilles i Guyana, per a la qual reuneix la iconografia. Sovint viatja a Haití. Fundà les edicions Hologramme el 1981, llibres de qualitat amb una col·lecció per popularitzar la ciència i la tecnologia. Després fundà, encara amb la publicació de Fine Books, les Éditions Antébi.
A la dècada del 1980, va dedicar deu anys a popularitzar la ciència i la tecnologia: va publicar "La gran epopeia de l'electrònica" (traduccions a l'anglès i a l'alemany) i "El geni de la vida": Biotecnologies" (traduccions a l'anglès, neerlandès i japonès).
Va marxar a Bécherel, prop [de [Rennes], on va obrir una llibreria-galeria i va llançar i dirigir el Festival Grec Llatí Europeu, del qual el pintor Georges Mathieu li va donar el logotip.
Després, durant deu anys més, va viure a Düsseldorf, on va ensenyar llatí durant dos anys a l'escola secundària francesa. Va obrir, sota els auspicis de l'Amitié des Françaises, un Salon de Madame Verdurin / Vert du Rhin. Després va fundar un Taller de Teatre amb una companyia d'una dotzena de persones d'entre 13 i 73 anys i va posar en escena successivament Chantecler d'⁣Edmond Rostand, aleshores un Cabaret francoalemany. La companyia va actuar al Theatermuseum i en un cabaret-teatre.
Mentrestant, ha estat traduint Le Petit Nicolas al llatí - Pullus Nicolellus - amb Marie-France Saignes, publicat per IMAV. També escriu regularment a Le Petit Journal.com des Français de l'Etranger (a Alemanya), on va crear la columna "Le Génie de la Langue" i a l'aplicació IPhilo.
En tornar a França, es va matricular a l'escola One Man Show i va muntar un "One Man Show" sobre l'amor i el llenguatge a l'era dels algoritmes, "Aïe Tech, une époque épantante".

## Obres
- Les Barreaux surannés, 1963
- Ave Lucifer, 1970 (Calmann Lévy / J'ai lu L'Aventure mystérieuse)
- Les Filles de Madame Claude, 1974 avec Anne Florentin (Livre de poche)
- Droit d'asiles en Union Soviétique, 1976 (Édition Julliard)
- La Grande Épopée de l'Electronique, 1981
- Biotechnologies, le Génie de la Vie, 1983
- Les Énigmes du cerveau, 1985
- Les Jésuites ou la Gloire de Dieu, 1990
- L'Homme du sérail, 1996 (NiL) où elle relate la vie de son grand-père Albert Antébi
- Les Missionnaires Juifs de la France (1860-1939), 1999 (Calmann-Lévy)
- Edmond de Rothschild. L'Homme qui racheta la Terre Sainte, 2003 (Rocher)
- La Chatte à puces au village des livres, 2020 (éd. Maia)[7]
- «Le Petit Nicolas  en latin». petitnicolas.com. [Consulta: 31 desembre 2023].